# Соколске новине
Соколске новине су гласило ученика Гимназије „Руђер Бошковић”. Излазе од 2003. године, од када постоји и школа, два пута годишње. Мисија часописа је да инспирише младе људе да испоље своју креативност, да истражују, стварају, обликују и боје своју стварност и да са новинарском радозналошћу завире у сваки кутак школског живота. 
Рубрике у часопису су: 
- актуелности (посете културним институцијама, музејима, конференцијама, отварање испитних центара, факултетима, округли столови које смо сами организовали...);
- култура (посете позориштима, биоскопима, сајмовима...);
- јавни часови (огледни и јавни часови су нешто по чему смо као школа препознатљиви);
- интервју (увек се ради са неком познатом личношћу која је у некој вези са школом, са неким професором или успешним учеником);
- перо, кичица (ликовни и литерарни радови);
- грађанин света (те странице су на страним језицима који се уче у нашој школи: на енглеском, француском, немачком, шпанском, италијанском, руском);
- екологија;
- спорт (спотске активности наших ученика, са нарочитим акцентом на нови програм који смо осмислили, Оријентиринг);
- матуранти (кратке приче о матурантима, слике са матурске вечери, извештај са завршне приредбе која је посвећена матурантима);
- психолошки кутак (ту рубрику попуњава психолог школе и ученице, младе психолошкиње);
- путописи (са екскурзија и размена);
- кликери (математичке загонетке, тест опште културе, укрштенице, судоку);
- да ли сте знали;
- алтруиста (хуманитарне акције наших ученика);
- интернационални програми (есеји, екпериментални радови и пројекти ученика на енглеском језику);
- MYP кутак (прича о новом програму);
- лингвистички кутак (приче о језику, недоумицама, правописним правилима);
- бисери;
- за и против (vox populi, шта о часопису мисле читаоци).